# Quick Draw McGraw
Quick Draw McGraw (conhecido como Pepe Legal no Brasil e Pepe Legal e Balalu em Portugal) foi uma série de desenho animado americana, criada e produzida pela Hanna-Barbera, contando as aventuras de um cavalo antropomorfo (animal com características humanas) que era apresentado dentro de uma série animada que tinha seu próprio nome: The Quick Draw McGraw Show (Pepe Legal Show). O programa era acompanhado de mais dois desenhos, Augie Doggie and Doggie Daddy (br: Bibo Pai e Bob Filho) e Snooper and Blabber (br: Olho-Vivo e Faro-Fino), cada episódio tinha em torno de seis minutos.
Na abertura do desenho vem ele, Pepe Legal numa carroça puxada por outros cavalos, passando por desfiladeiros, pontes, riachos. As rodas se adaptam às curvas do caminho, aumentando e diminuindo a largura do eixo ou crescendo e diminuindo para se adaptar às depressões do terreno. No final, ao puxar o freio, eis que o mesmo não funciona e nosso herói se vê afundando enquanto freia com o pé, até ficar completamente coberto pelo solo.

## História
Pepe Legal era um cavalo oficial do Novo México que lembrava muito os velhos filmes de cowboys no Velho Oeste Americano. Ele não era lá muito inteligente e totalmente inapto para exercer o cargo de xerife.
Quando conseguia sacar sua arma, geralmente acabava atirando nele mesmo. Sua sorte era ter ao seu lado como ajudante o burro chamado Baba Looey, que falava com um sotaque bem acentuado de mexicano que apesar de ser um burro, Baba Looey demonstrava ser muito inteligente. Uma de suas frases prediletas dizia "Pepe Legal es inteligente, o que lhe falta el pensamento...", justificando as confusões que Pepe Legal sempre se metia. Era ele que no final das contas acaba praticamente resolvendo todo o problema e acabava prendendo os bandidos, apesar de toda a glória ir para Pepe Legal.
Pepe Legal também tinha um cachorro chamado Rafeiro, que fazia qualquer coisa para o seu dono, desde que recebesse um delicioso "biscoito de cão", que Pepe presenteava quase sempre. E, quando isso acontecia, o cachorro começava se contorcer todo, cheio de felicidade, fechava os olhos e começava a flutuar, para depois descer suavemente ao som de uma música celestial.
Outra coisa muito curiosa deste personagem era o fato dele ser um cavalo, mas andava somente com as patas traseiras e as patas dianteiras funcionavam como se fosse a mão, como um ser humano, assim era também com o Baba Looey.
Muitas vezes Pepe Legal aparecia montado num cavalo de verdade, ou era visto abrindo os créditos do espetáculo dirigindo uma diligência puxada por um time inteiro de cavalos realísticos.
Em alguns episódios da série, Pepe Legal também assumia a identidade secreta do vigilante mascarado conhecido como "El Kabong", que era evidentemente uma paródia ao mascarado Zorro. Ele geralmente vinha voando numa espécie de "cipó ou corda", semelhante ao Tarzan, apesar de ninguém saber onde essa "corda" era amarrada.
El Kabong atacava os seus inimigos, não com uma espada, mas sim com seu violão e dando o seu grito de guerra onomatopaico "KABOOOOOONG!" ou às vezes "OLAYYYEEEEEE!" e sempre lançando seu violão chamado de "Kabonger" sobre a cabeça de seus inimigos.
Depois que o programa The Quick Draw Show foi encerrado, Pepe Legal ainda continuou a aparecer em outras produções da Hanna-Barbera, como "A Turma do Zé Colméia", "Yo Yogi!", "Os Ho-ho-límpicos", "Casper's First Christmas" e também em "Samurai Jack" e em "A Corrida Espacial do Zé Colméia".
Pepe Legal apareceu em "Harvey Birdman, Attornye at Law" onde ele ia preso por fazer sátiras políticas sobre armas norte-americanas com seu violão. Mais recentemente ele fez participação como convidado especial num dos episódios de "Johnny Bravo". Este espetáculo foi apresentado em todo o mundo e no Brasil passou a ser exibido e reprisado por diversas vezes, na diversas emissoras brasileiras, desde a década de 60, alcançando um grande êxito.

## Televisão

### Estados Unidos
Nos Estados Unidos, a série foi exibida originalmente em formato de sindicação, entre 29 de setembro de 1959 e 20 de outubro de 1961. O desenho também passou no Boomerang na década de 2000.

### Brasil
No Brasil, a série foi exibida na Rede Tupi na década de 70, com dublagem brasileira. Foi também exibida na TV Excelsior e Rede Manchete, na década de 60 á 90. Na 90, foi exibido na CNT nos programas como Cartoon Mania e Tudo por Brinquedo. Na década de 2000, foi exibida no Boomerang.

### Portugal
Em Portugal, as curtas foram exibidas no Canal 1 da RTP no início da década de 90, na versão brasileira. Em 2007, 2008 e 2009 passou na RTP Memória, mas na versão original legendada. Também foi exibido no Boomerang Pan-Europeu em meados dos anos 2000.

## Personagens
- Baba Looey: é o parceiro de Pepe Legal, um burrinho mexicano, ajudante do xerife.

- Rafeiro: o cão de Pepe Legal. Ele adora biscoitos.

- El Kabong: identidade secreta de Pepe Legal. Assim como existe "Zorro, capa e espada", existe também "El Kabong, de capa e violão". Usava seu violão como uma arma.

## Episódios

### Primeira temporada
| Ep. | Título original Estados Unidos | Título               | Título/Legenda (RTP Memória)  |
| --- | ------------------------------ | -------------------- | ----------------------------- |
| 1   | "Scary Prairie"                |                      |                               |
| 2   | "Bad Guys Disguise"            | Disfarce de bandidos |                               |
| 3   | "Scat, Scout, Scat"            |                      |                               |
| 4   | "Choo-Choo Chumps"             |                      |                               |
| 5   | "Masking for trouble"          |                      |                               |
| 6   | "Lamb Chopped"                 |                      | Emborregados                  |
| 7   | "Double Barrel Double"         |                      |                               |
| 8   | "Riverboat Shuffled"           |                      |                               |
| 9   | "Dizzy Desperado"              |                      |                               |
| 10  | "Sagebrush Brush"              |                      |                               |
| 11  | "Bow-Wow Bandit"               |                      |                               |
| 12  | "Six-Gun Spook'"               |                      |                               |
| 13  | "Slick City Slicker"           |                      |                               |
| 14  | "Cattle Battle Rattled"        |                      |                               |
| 15  | "Doggone Prairie Dog"          |                      |                               |
| 16  | "El Kabong"                    |                      |                               |
| 17  | "Gun Gone Goons"               |                      |                               |
| 18  | "El Kabong Strikes Again"      |                      | El Kabong ataca de novo       |
| 19  | "Treasure of El Kabong"        |                      |                               |
| 20  | "Locomotive Loco"              |                      |                               |
| 21  | "Bronco Bustin´ Boobs"         |                      | Burros, Broncos e Brutamontes |
| 22  | "The Lyin´ Lion"               |                      |                               |
| 23  | "Chopping Spree"               |                      |                               |
| 24  | "Elephant Boy Oh Boy"          |                      |                               |
| 25  | "Bull-Leave Me"                |                      |                               |
| 26  | "Kabong Kabong´s Kabong"       |                      |                               |

### Segunda temporada
| Ep. | Título original Estados Unidos | Título | Título/Legenda (RTP Memória) |
| --- | ------------------------------ | ------ | ---------------------------- |
| 1   | "El Kabong Meets El Kazing"    |        |                              |
| 2   | "Bullet Proof Gallot"          |        |                              |
| 3   | "Two Too Much"                 |        |                              |
| 4   | "Twin Troubles"                |        |                              |
| 5   | "Ali-Baba Looey"               |        |                              |
| 6   | "Shooting Room Only"           |        |                              |
| 7   | "Yipee Coyote"                 |        |                              |
| 8   | "Gun Shy Gal"                  |        |                              |
| 9   | "Who Is El-Kabong?"            |        |                              |
| 10  | "Scooter Rabbit"               |        |                              |
| 11  | "Talky Hawky"                  |        |                              |
| 12  | "Extra Special Extra'"         |        |                              |
| 13  | "El Kabong, Jr."               |        |                              |

### Terceira temporada
| Ep. | Título original Estados Unidos | Título | Título/Legenda (RTP Memória) |
| --- | ------------------------------ | ------ | ---------------------------- |
| 1   | "El Kabong Was Wrong"          |        |                              |
| 2   | "Dynamite Fright"              |        |                              |
| 3   | "Baba Bait"                    |        | O Isco do Babalu             |
| 4   | "Big Town El Kabong"           |        |                              |
| 5   | "Mine Your Manners"            |        |                              |
| 6   | "The Mark of El Kabong"        |        |                              |

 RTP Memória:
Tradução e Legendagem: Teresa Preta; Teresa Sustelo

## Dubladores

### Nos Estados Unidos
- Pepe Legal/Baba Looey: Daws Butler

### No Brasil
- Pepe Legal: David Neto e Amaury Costa
- Baba Looey: Roberto Barreiros

Nota: Nos anos 90, a dublagem brasileira também foi usada em Portugal.

## Pepe Legalem outros idiomas
- Alemão Quick und seine Freunde
- Croata:: At Strašnomlat
- Espanhol: Tiro Loco McGraw
- Finlandês: Salama-Santeri, later Paukku-Polle
- Francês: Grangallo Tirevite
- Húngaro: Villámpata Sheriff
- Inglês:  Quick Draw McGraw
- Italiano: Ernesto Sparalesto
- Japonês: 早射ちマック (Hayauchi Mack)
- Polonês: Quick Draw McGraw
- Sérvio: Rz Brzotrz
- Sueco: Texas Jack